# جيمس بيري (سياسي)
جيمس بيري (بالإنجليزية: James Berry)‏ هو سياسي بريطاني، ولد في 4 أغسطس 1983 بكانتربيري في المملكة المتحدة. حزبياً، نشط في حزب المحافظين. وقد في الانتخابات العامة في المملكة المتحدة 2015، انتخب عضو برلمان المملكة المتحدة الـ56 عن دائرة كينغستون وسوربيتون وقد انضم خلال فترته النيابية ‏ (8 مايو 2015 – 3 مايو 2017) للكتلة البرلمانية حزب المحافظين.